# Main noire (Palestine)
Pour les articles homonymes, voir Main noire.
La Main noire (الكف الاسود) al-Kaff al-Aswad) est une organisation anti-sioniste et anti-britannique palestinienne fondée en 1930 et dirigée jusqu'à sa mort, en 1935, par le sheikh Izz al-Din al-Qassam et le grand mufti de Jérusalem Mohammed Amin al-Husseini. 